# Sanicula
Genre
Synonymes
- Aulosolena Koso-Pol. in Bull. Soc. Imp. Naturalistes Moscou, n.s., 29: 156 (1915 publ. 1916)
- Diapensia Hill in Brit. Herb.: 418 (1756), nom. illeg.
- Dondia Spreng. in Pl. Umbell. Prodr.: 21 (1813), nom. illeg.
- Dondisia Rchb. in Consp. Regn. Veg.: 144 (1828)
- Hacquetia Neck. ex DC. in Prodr. 4: 85 (1830)
- Hesperogeton Koso-Pol. in Bull. Soc. Imp. Naturalistes Moscou, n.s., 29: 156 (1915 publ. 1916)
- Triclinium Raf. in Fl. Ludov.: 79 (1817)

Sanicula est un genre de plantes à fleurs de la famille des Apiaceae. Ce sont des plantes herbacées.

## Liste des espèces
- Sanicula arctopoides
- Sanicula arguta
- Sanicula astrantiifolia
- Sanicula azorica
- Sanicula bipinnata
- Sanicula bipinnatifida
- Sanicula caerulescens
- Sanicula canadensis
- Sanicula chinensis
- Sanicula crassicaulis
- Sanicula elata
- Sanicula elongata
- Sanicula epipactis
- Sanicula europaea
- Sanicula floridana
- Sanicula giraldii
- Sanicula graveolens
- Sanicula gregaria
- Sanicula hacquetioides
- Sanicula hoffmannii
- Sanicula kauaiensis
- Sanicula laciniata
- Sanicula lamelligera
- Sanicula liberta
- Sanicula marilandica
- Sanicula maritima
- Sanicula mariversa
- Sanicula odorata
- Sanicula orthacantha
- Sanicula oviformis
- Sanicula peckiana
- Sanicula pengshuiensis
- Sanicula petagnioides
- Sanicula purpurea
- Sanicula rubriflora
- Sanicula rugulosa
- Sanicula sandwicensis
- Sanicula saxatilis
- Sanicula serrata
- Sanicula smallii
- Sanicula tienmuensis
- Sanicula tracyi
- Sanicula trifoliata
- Sanicula tuberculata
- Sanicula tuberosa

### Espèces européennes
Dans ce genre; il n'existe, en Europe, que deux espèces : la sanicle d'Europe (Sanicula europaea) et la sanicle des Açores (Sanicula azorica).